# Haussee (Schorssow)
Der Haussee ist ein See am westlichen Rand von Schorssow im Landkreis Rostock in Mecklenburg-Vorpommern inmitten der Mecklenburgischen Schweiz und dem Naturpark Mecklenburgische Schweiz und Kummerower See. Die maximale Ausdehnung der 1,9 m ü. NHN befindlichen, 22,2 Hektar großen Wasseroberfläche beträgt 730 Meter mal 370 Meter. Trotz seiner geringen Größe erreicht er Tiefen von über 10 Metern und ist damit eine Kryptodepression, während seine nahe Umgebung auf über 50 Meter ansteigt. Zuflüsse sind Gräben auf seiner Westseite, darunter ein Graben vom nahen Bornsee. Ein oberirdischer Abfluss existiert nicht. 
Die Ufer sind bis auf wenige Stellen baumbestanden. Am Südufer, wo die Kreisstraße 44 verläuft, liegt das Herrenhaus Schorssow mit seinem Park, am Südostende, zum Dorf hin, befindet sich eine Badestelle, knapp nördlich davon die „Wüste Kirche“ Schorssow in einem alten Gutspark. Ein dendrologischer Lehrpfad führt um den See herum.